# Окончательный осциллятор
Окончательный осциллятор, предельный осциллятор (UOS от англ. ultimate oscillator) — разработанный Ларри Вильямсом моментум-осциллятор цены инструмента, являющийся средним арифметическим взвешенным отношений суммы давления покупки к сумме истинных интервалов рассчитанных по трём разным по ширине окнам.
Индикатор был впервые представлен в журнале Technical Analysis of Stocks & Commodities в 1985 году.

## Предпосылки возникновения
Создавая свой осциллятор Ларри Вильямс стремился уменьшить влияние произвольного выбора периода для вычисления индикаторов.

## Методика вычисления

### Общие положения
Для построения индикатора вначале вычисляются давление покупки и истинный интервал для каждого из периодов.
Далее вычисляют три осциллятора суммарного давления как отношение сумм этих параметров для трёх окон с увеличивающейся шириной.
Конечное значение индикатора получается в результате взвешивания вычисленных осцилляторов и приведения результата к интервалу {\displaystyle [0;100]}.

### Давление покупки
Давление покупки (англ. buying pressure) вычисляется как разность между текущей ценой закрытия и истинным минимумом (англ. true low) периода, начинающего с закрытия предыдущего периода:
{\displaystyle {\textit {BuyingPressure}}_{t}={\textit {close}}_{t}-\min({\textit {low}}_{t},{\textit {close}}_{t-1}),}
где {\displaystyle {\textit {BuyingPressure}}_{t}} — давление покупки в текущем периоде, {\displaystyle {\textit {close}}_{t},{\textit {low}}_{t}} — цена закрытия и минимальная цена текущего периода, {\displaystyle {\textit {close}}_{t-1}} — цена закрытия предыдущего периода.

### Истинный интервал
Истинный интервал (TR; англ. true range) демонстрирует максимальный разброс цен по сделкам начиная с закрытия предыдущего периода:
{\displaystyle {\textit {TrueRange}}_{t}={\textit {max}}({\textit {high}}_{t}-{\textit {low}}_{t},{\textit {high}}_{t}-{\textit {close}}_{t-1},{\textit {close}}_{t-1}-{\textit {low}}_{t})={\textit {max}}({\textit {high}}_{t},{\textit {close}}_{t-1})-{\textit {min}}({\textit {low}}_{t},{\textit {close}}_{t-1}),}
где {\displaystyle {\textit {TrueRange}}_{t}} — истинный интервал текущего периода, {\displaystyle {\textit {high}}_{t}} — максимальная цена текущего периода, {\displaystyle {\textit {low}}_{t}} — минимальная цена текущего периода, {\displaystyle {\textit {close}}_{t-1}} — цена закрытия предыдущего периода.

### Суммарное давление покупки
Осциллятор суммарного давления покупки для окна {\displaystyle n}, заканчивающегося в момент {\displaystyle t} вычисляется как отношение сумм давлений покупки к истинным интервалам:
{\displaystyle {\textit {TotalBuyingPressure}}_{n,t}={\frac {\sum _{i=0}^{n-1}{\textit {BuyingPressure}}_{t-i}}{\sum _{j=0}^{n-1}{\textit {TrueRange}}_{t-j}}}.}

### Окончательный осциллятор
Окончательный осциллятор вычисляется как приведённое взвешенное отношение сумм давления покупки и истинного интервала по трём разным окнам:
{\displaystyle {\textit {UltimateOscillator}}_{t}=100\cdot {\frac {4\cdot {\textit {TotalBuyingPressure}}_{n_{short},t}+2\cdot {\textit {TotalBuyingPressure}}_{n_{intermediate},t}+{\textit {TotalBuyingPressure}}_{n_{long},t}}{4+2+1}},}
где {\displaystyle {\textit {UltimateOscillator}}_{t}} — значение окончательного осциллятора, {\displaystyle {\textit {TotalBuyingPressure}}_{n_{short},t},{\textit {TotalBuyingPressure}}_{n_{intermediate},t},{\textit {TotalBuyingPressure}}_{n_{long},t}} — значение осцилляторов суммарного давления, соответственно за короткий ({\displaystyle n_{short}}), средний ({\displaystyle n_{intermediate}}) и длинный ({\displaystyle n_{long}}) периоды.

### Оригинальные параметры
В качестве оригинальных интервалов для вычисления суммарного давления покупки использовались удвоенные значения предыдущего интервала начиная с 7 таймфреймов:
{\displaystyle n_{short}=7,~~~n_{intermediate}=2\cdot n_{short}=14,~~~n_{long}=2\cdot n_{intermediate}=28.}
То есть оригинальная формула для вычисления окончательного осциллятора выглядела как:
{\displaystyle {\textit {UltimateOscillator}}_{t}=100\cdot {\frac {4\cdot {\textit {TotalBuyingPressure}}_{7,t}+2\cdot {\textit {TotalBuyingPressure}}_{14,t}+{\textit {TotalBuyingPressure}}_{28,t}}{4+2+1}}.}

## Торговые стратегии
К предельному осциллятору применяются общие для всех осцилляторов стратегии, в частности, справедлива следующая:
- Открыть длинную позицию (закрыть короткую), когда значение основного осциллятора находится ниже 43.
- Закрыть длинную позицию (открыть короткую), когда значение основного осциллятора превысит 73.

## Связь с другими индикаторами
Ларри Вильямс является также популяризатором индикатора Williams %R.